# الحدبة (وضرة)

تعديل مصدري - تعديل

الحدبة هي إحدى قرى عزلة القحطاني بمديرية وضرة التابعة لمحافظة حجة، بلغ تعداد سكانها 68 نسمة حسب تعداد اليمن لعام 2004.